# Esbart Sabadell Dansaire
L'Esbart Sabadell Dansaire va ser fundat l'any 1977 a Sabadell. Entitat dedicada a la recerca, l'ensenyament i la difusió de la dansa tradicional catalana. Està formada per diferents seccions: infantil, juvenil i cos de dansa. El repertori de danses que ha ballat supera les vuitanta danses. A banda d'activitats lúdiques, d'ensenyar i mostrar balls, l'entitat organitza altres esdeveniments culturals per difondre la dansa i la cultura catalana.
Des de l'any 1996 organitza la commemoració del Dia Internacional de la Dansa a Sabadell amb una Mostra de Dansa, on hi participen, a més a més del mateix Esbart, grups i escoles de dansa de Sabadell, dels municipis de l'entorn i de Barcelona. A partir de 2010, també organitza una Gala de Dansa Clàssica.
L'any 1998 va crear el Ball de la bola de Sabadell i, des d'aleshores, cada any se n'encarrega de l'organització en el marc de la Festa Major de Sabadell.